# Ист Енд (Арканзас)
Ист Енд (енгл. East End) насељено је место без административног статуса у америчкој савезној држави Арканзас.

## Демографија
По попису из 2010. године број становника је 6.998, што је 1.375 (24,5%) становника више него 2000. године.
| Група             | 2000.         | 2010.         |
| Белци             | 5.355 (95,2%) | 6.353 (90,8%) |
| Афроамериканци    | 49 (0,9%)     | 166 (2,4%)    |
| Азијати           | 49 (0,9%)     | 138 (2,0%)    |
| Хиспаноамериканци | 72 (1,3%)     | 185 (2,6%)    |
| Укупно            | 5.623         | 6.998         |